# E. Phillips Fox

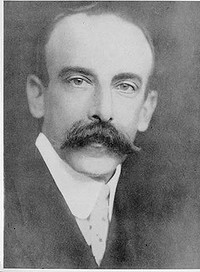
E. Phillips Fox en 1890

Emanuel Phillips Fox (12 de marzo de 1865 - 8 de octubre de 1915) fue un pintor impresionista australiano. Después de estudiar en la National Gallery of Victoria Art School en Melbourne, Fox viajó a París para estudiar allí en 1886. Permaneció en Europa hasta 1892, cuando regresó a Melbourne y dirigió lo que se considera la segunda fase de la Escuela de Heidelberg, un movimiento impresionista que había surgido en la ciudad durante su ausencia. Después pasó más de una década en Europa a principios del siglo XX antes de establecerse finalmente en Melbourne, donde murió.

## Formación

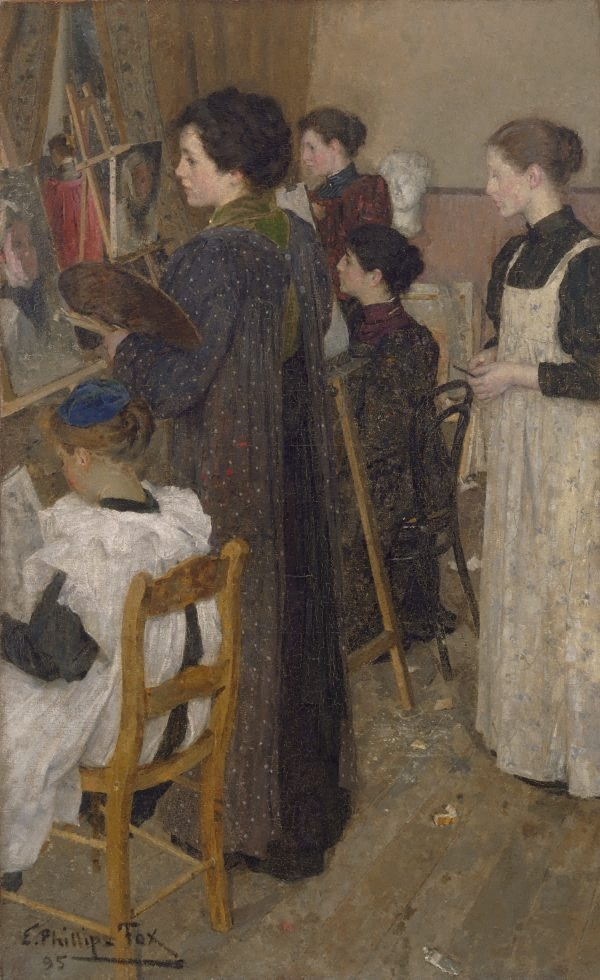
Estudiantes de arte (1895)

Emanuel Phillips Fox nació el 12 de marzo de 1865 del fotógrafo Alexander Fox y Rosetta Phillips en Melbourne, en una familia de abogados cuya firma, DLA Piper, todavía existe. Estudió arte en la National Gallery of Victoria Art School en Melbourne desde 1878 hasta 1886 con George Folingsby; sus compañeros de estudios incluyeron a John Longstaff, Frederick McCubbin, David Davies y Rupert Bunny.
En 1886, viajó a París y se matriculó en la Académie Julian, donde ganó el primer premio de dibujo en su año,  y en la École des Beaux-Arts (1887–1890), donde sus maestros incluyeron a William-Adolphe Bouguereau y Jean -Léon Gérôme, de los artistas más famosos de la época. Mientras estaba en Bellas Artes, recibió un primer premio de pintura. Fue muy influenciado por la escuela de moda del impresionismo en plein air. Expuso en el Salón de París en 1890. Fox disfrutó de un éxito considerable en París, convirtiéndose en 1894 en el primer australiano en recibir una medalla de oro de tercera clase en el Salón por Retrato de mi primo  (ahora en la Galería Nacional de Victoria).

## Australia
En octubre de 1892, Fox abrió la Escuela de Arte de Melbourne con Tudor St. George Tucker, donde enseñó las ideas y técnicas europeas.  Tuvo una influencia considerable como profesor de arte australiano durante este período. En su breve carrera en la Escuela de Heidelberg, Fox se destacó por sus composiciones de figuras y paisajes tenues, a menudo pintados como nocturnos, utilizando una paleta discreta en la que los colores, aunque de rango limitado, se relacionaban entre sí "con la máxima delicadeza e inventiva", para citar al artista y estudioso del arte australiano James Gleeson. El énfasis en los paisajes puede haber sido, al menos en parte, una respuesta a la demanda del mercado: los paisajes encontraron una mayor aceptación y Art Students, una pintura de género figurativo que ahora es reconocida como una de sus mejores obras, exhibida por primera vez en la Victorian Artists Society en 1895, permaneció sin vender. hasta 1943.

## Europa

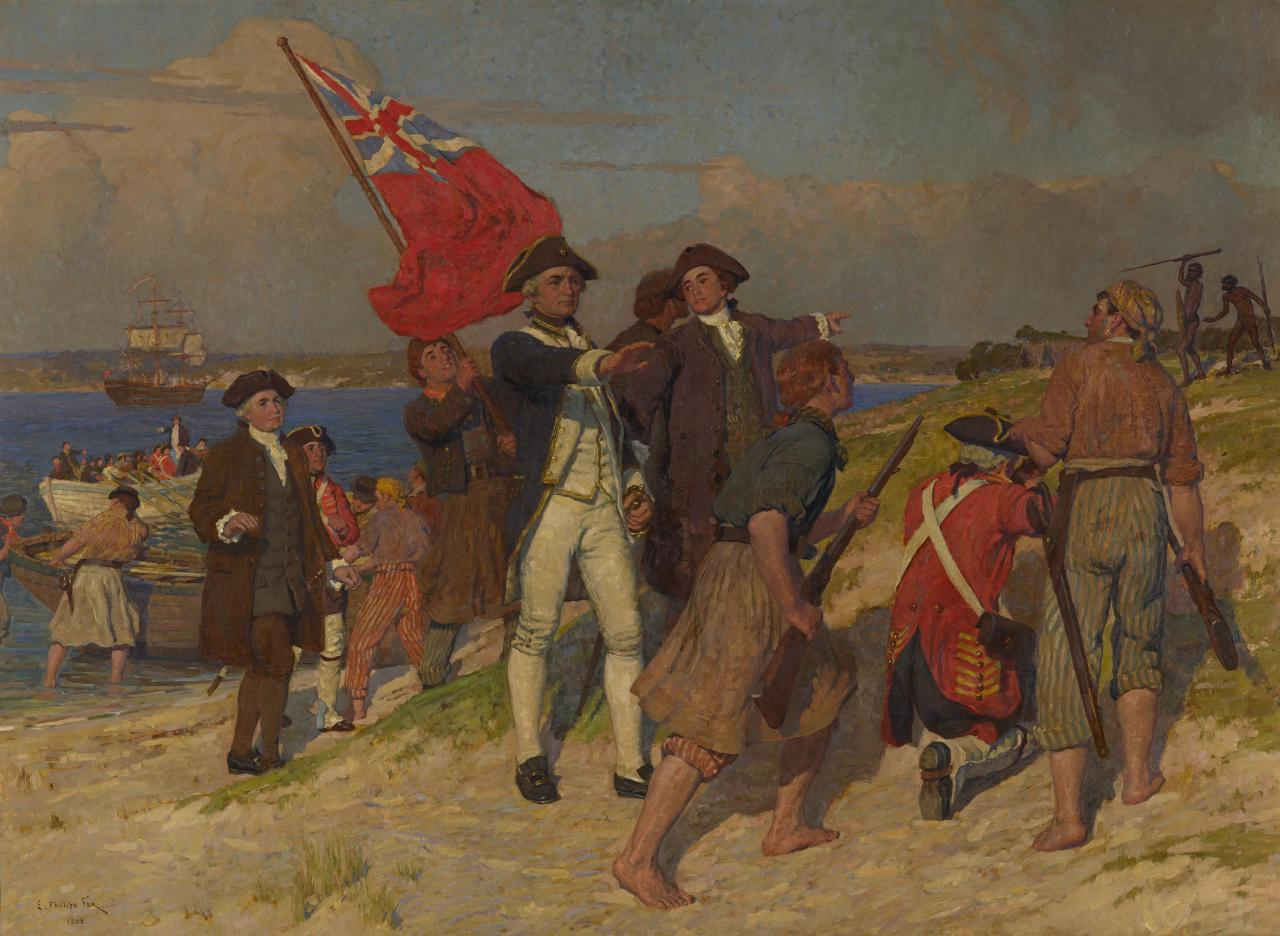
El desembarco del capitán Cook en Botany Bay, 1770 (1902)

En 1901, bajo el legado de Gilbee, recibió el encargo de pintar el cuadro histórico de El desembarco del capitán Cook para la galería de Melbourne.  Una de las condiciones del encargo era que el cuadro debía pintarse en el extranjero y, en consecuencia, Fox partió hacia Londres. Las exposiciones de Londres le sirven de muy poco. Tanto la Real Academia como el Salón eran bastiones del arte académico establecido, alejadas del modernismo de Braque, Picasso y la Escuela de París, y la biógrafa de Fox, la historiadora del arte Ruth Zubans, describe el Salón como "una celebración de la elegancia y la feminidad... filtrada a través de experiencia impresionista y formación académica". 
El 9 de mayo de 1905 se casó con la artista Ethel Carrick en la iglesia de San Pedro en Ealing. Recorrieron Italia y España, luego en 1908 se establecieron en París, donde fue elegido miembro asociado de la Société Nationale des Beaux-Arts. Regresó a Melbourne en una visita ese año y realizó una exposición individual de éxito en la galería Guildhall. Dos años más tarde se convirtió en miembro de pleno derecho de la Société Nationale des Beaux-Arts, el primer artista australiano en alcanzar ese honor. Exponía regularmente en la Royal Academy. En 1912 fue elegido miembro de la Sociedad Internacional de Pintores y ese mismo año pasó algún tiempo pintando en España y Argelia.

## Retorno a Australia

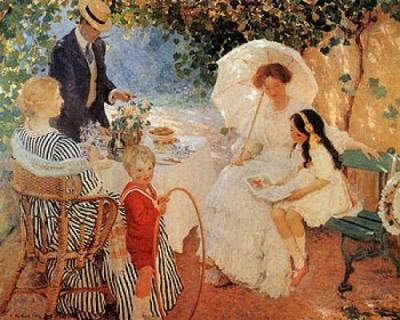
El cenador (1910)

En 1913 regresó a Australia, celebrando la ocasión con una exposición de unas setenta obras. Edith Susan Gerard Anderson fue una de las principales modelos presentadas a lo largo de esta colección de obras. El evento fue informado con entusiasmo en la prensa local, el Melbourne Argus escribió: "Con la luz y la atmósfera siempre como motivo principal, se revela en sus temas algo de la belleza infinita que se puede descubrir en las cosas cotidianas..." El escritor local podría haber tenido en mente esta encantadora y típica obra titulada El cenador.
Un último aspecto de la obra de Fox digno de mención son sus encargos oficiales. The Landing of Captain Cook at Botany Bay, la más importante de estas obras, contiene más de una influencia de su maestro Gérôme; y todos los australianos podrían sorprenderse al descubrir que Fox hizo una copia del Retrato del Capitán Cook de Nathaniel Dance, un ícono probablemente tan omnipresente que pasa desapercibido pero está siempre presente en la psique nacional.
Fox murió de cáncer en un hospital de Fitzroy el 8 de octubre de 1915. Su esposa le sobrevivió 36 años, pero no tuvo hijos.  Su sobrino Leonard Phillips Fox fue un prolífico escritor y panfletista de causas comunistas y humanitarias.

## Evaluación crítica
Cuando se compara con Arthur Streeton y Charles Conder, Fox muestra más fascinación por los "efectos de luz" que por las "vistas soleadas" que se encuentran en las pinturas de la escuela de Heidelberg de los otros dos pintores. Se le describe como un artista que "permaneció comprometido con una estética de finales del siglo XIX que rendía homenaje al impresionismo y conservaba los valores tonales del realismo académico".

## Pinturas

E. Phillips Fox
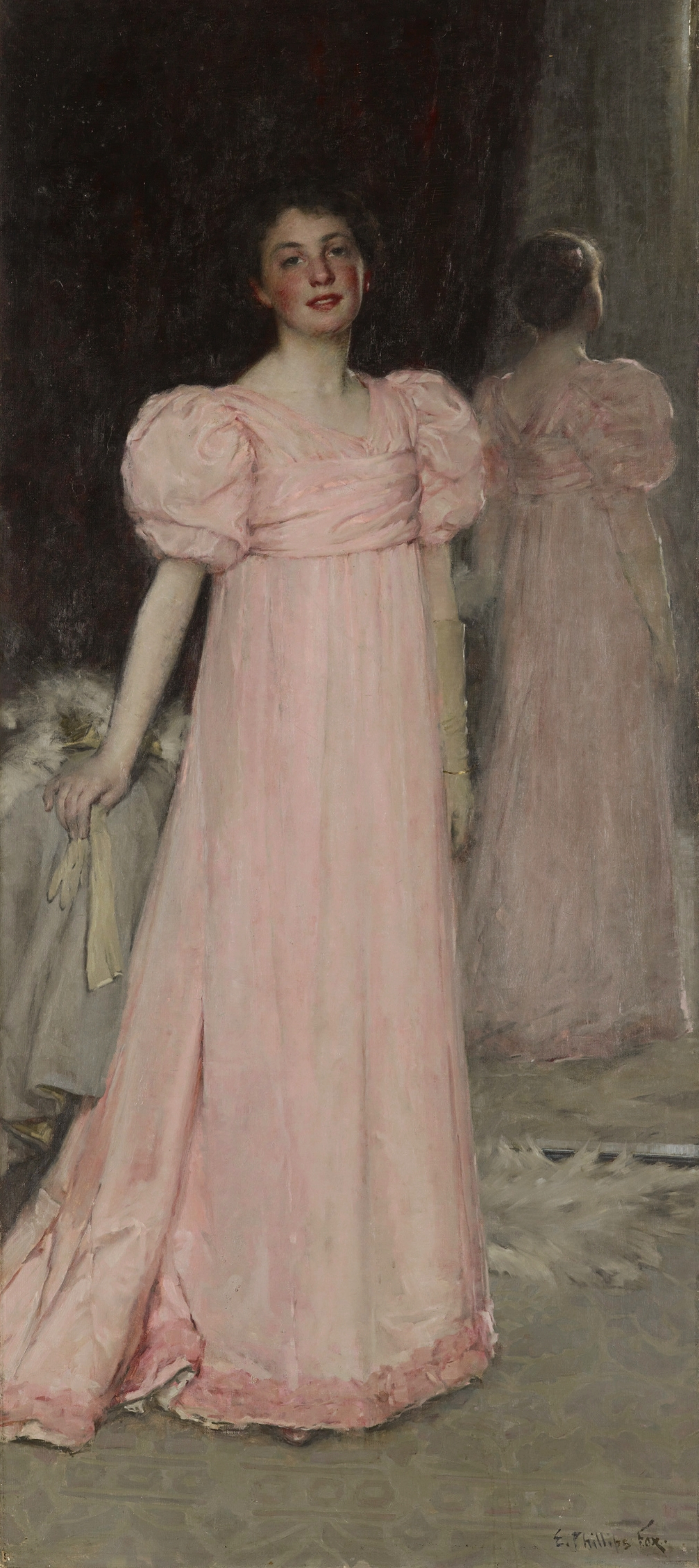
Retrato de mi prima (1893)
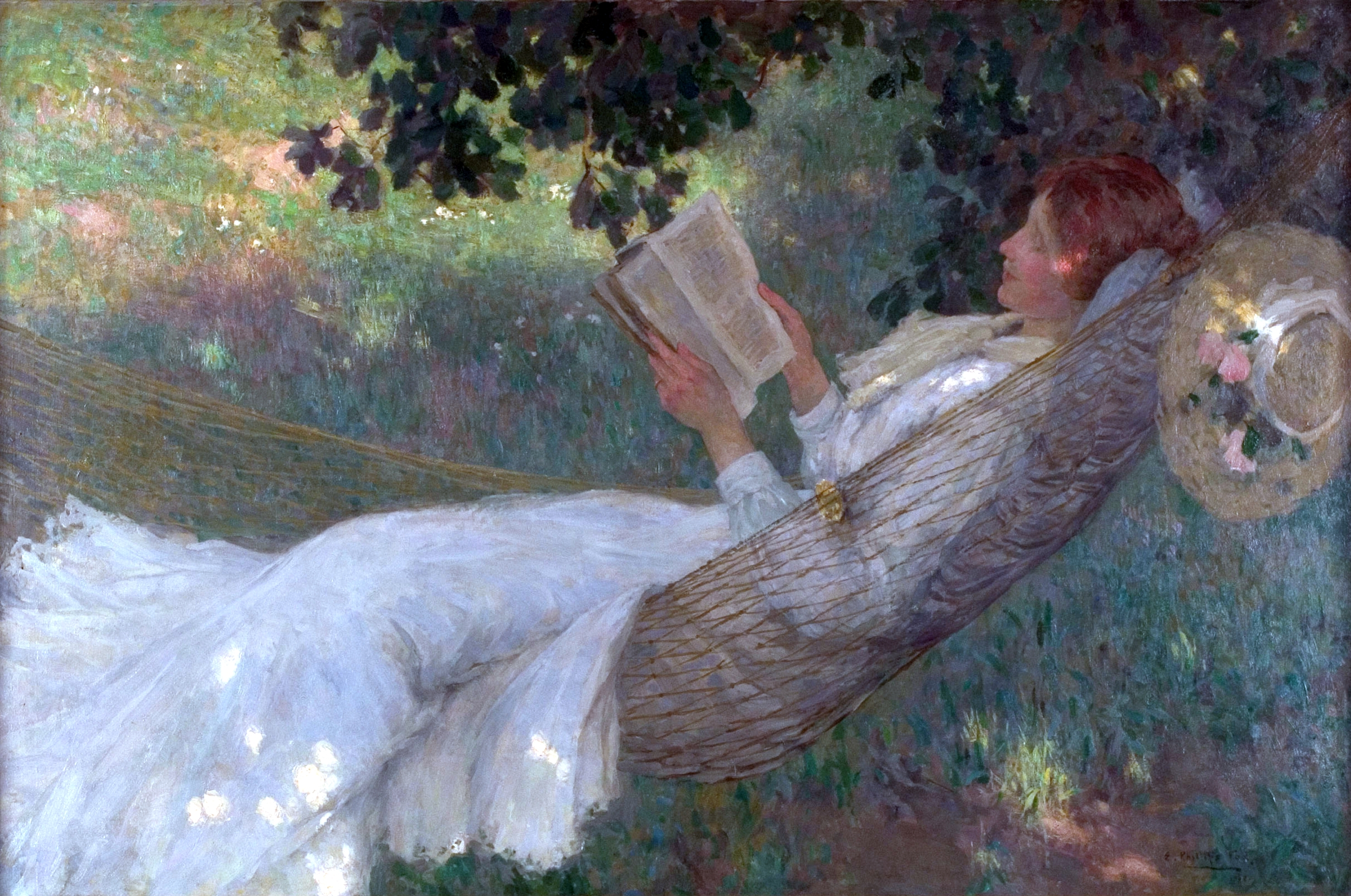
Una historia de amor (1903)
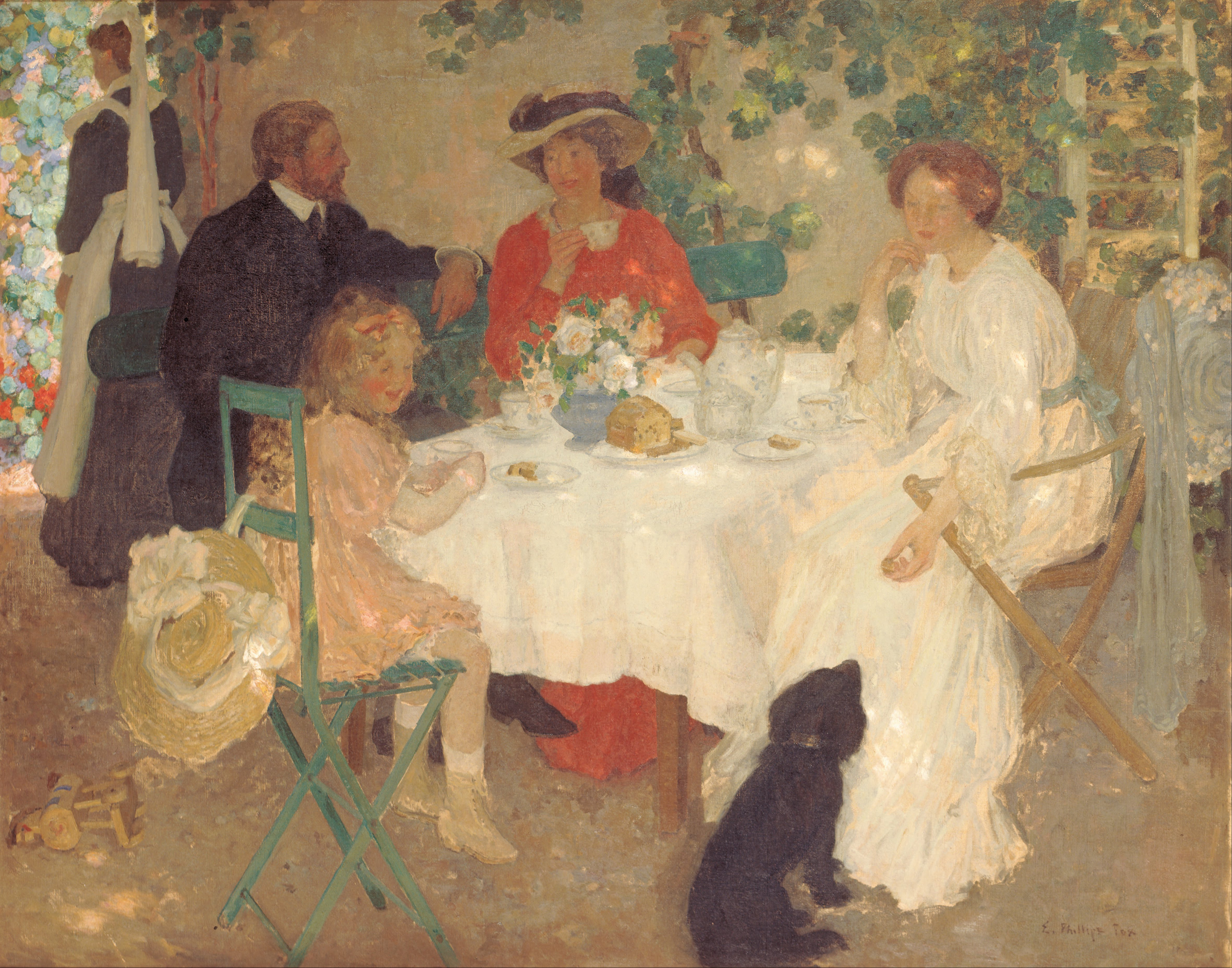
Al aire libre (1904)
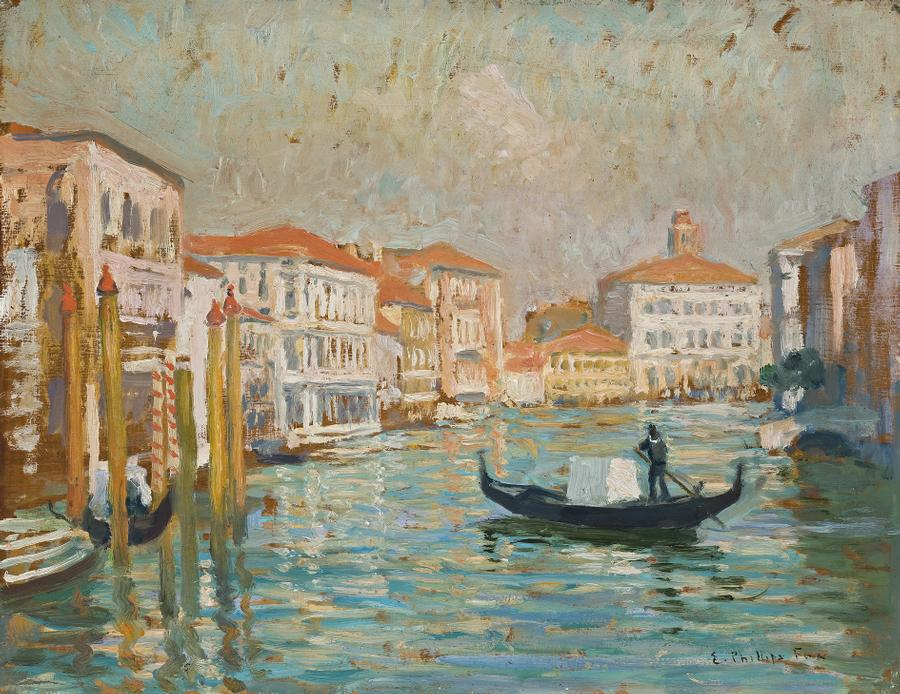
Venecia (1907)
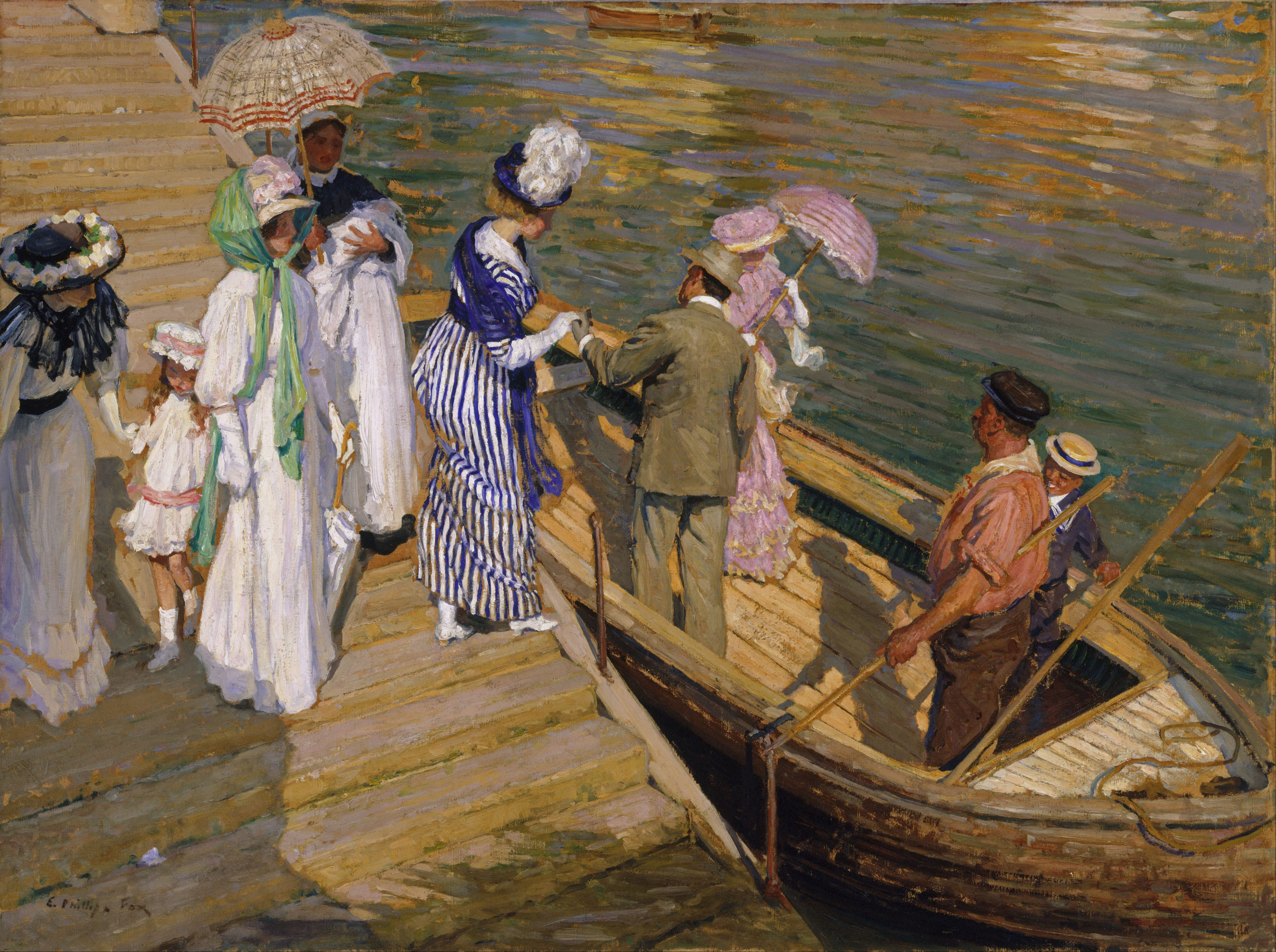
El transbordador (1911)
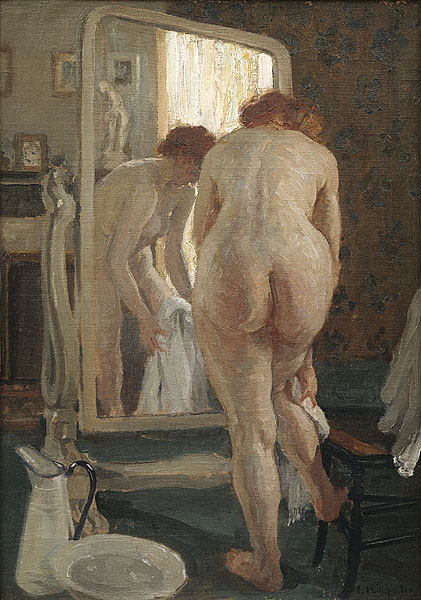
After the Bath (1911), posiblemente con Edith Anderson como modelo
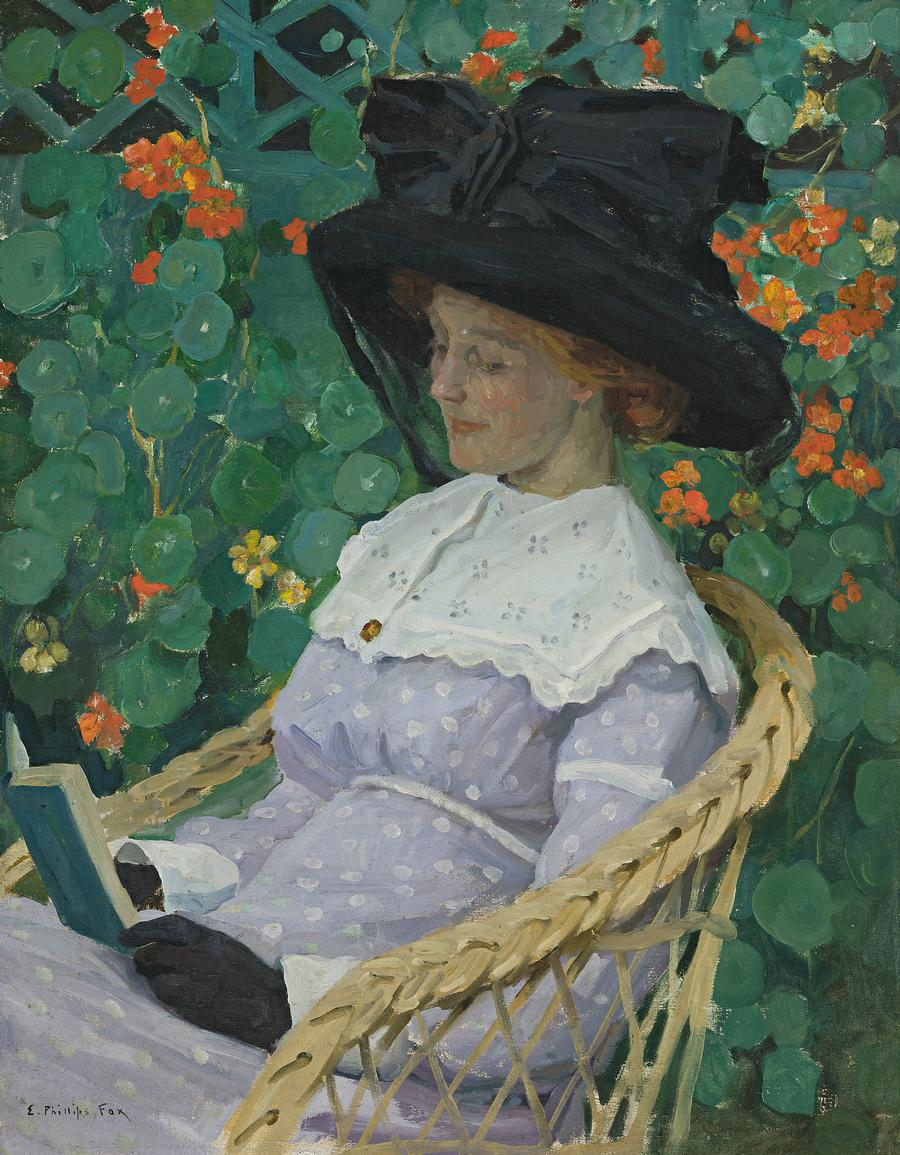
Capuchinas (1912), con el modelo Anderson
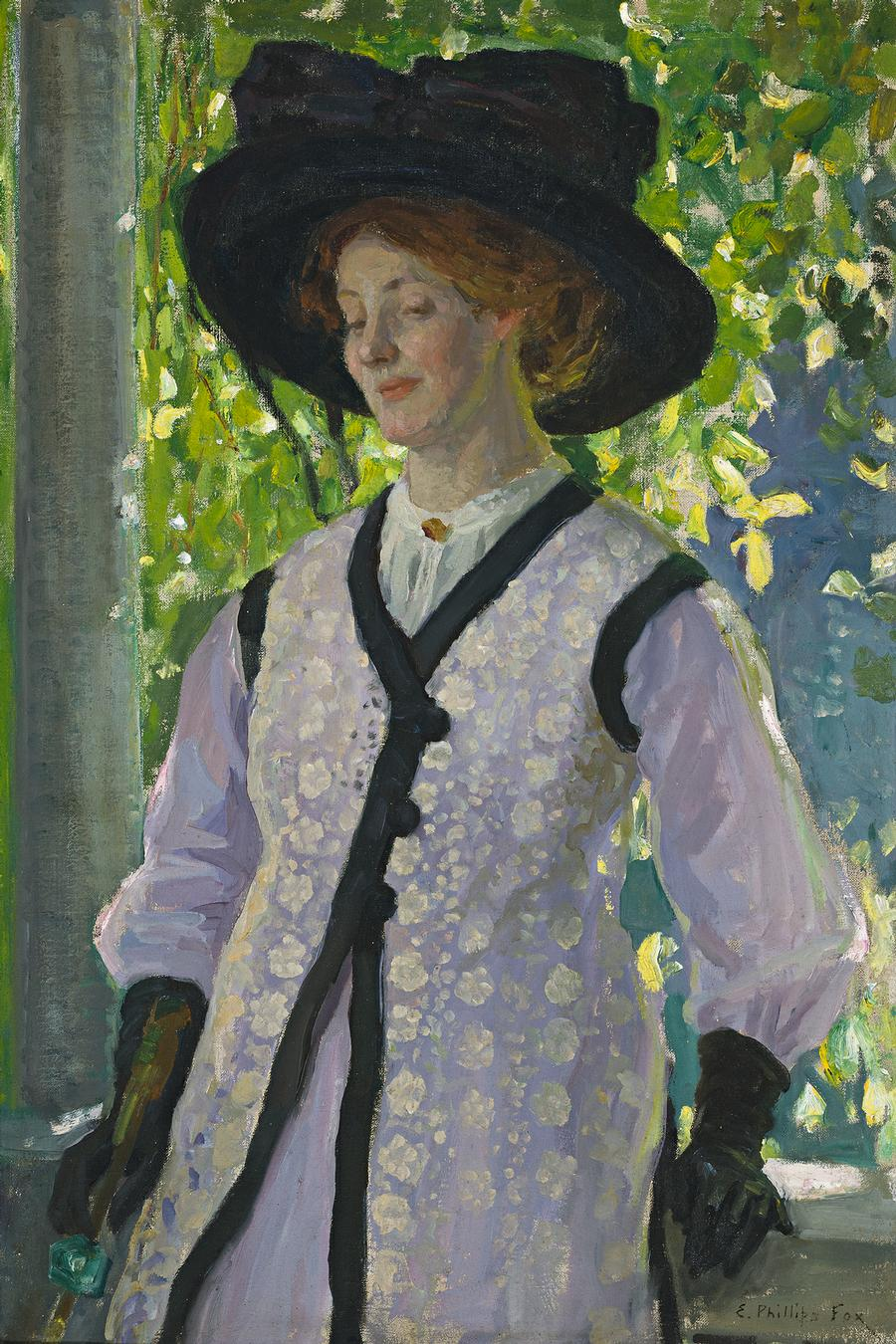
En el balcón (1912), con el modelo Anderson
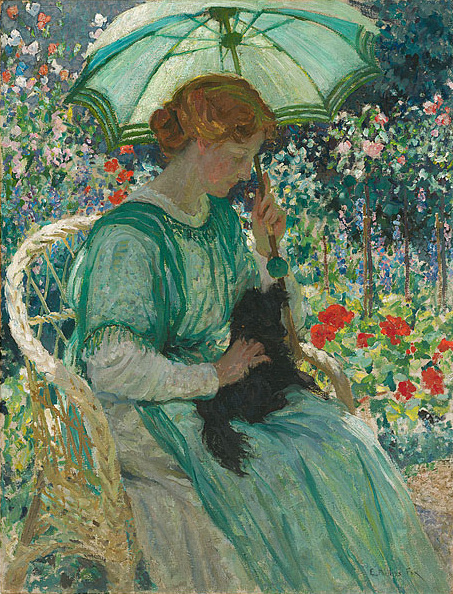
La sombrilla verde (1912), con el modelo Anderson